# Sirens (álbum de May Jailer)
Sirenes é um album não lançado da cantora e compositora americana Lana Del Rey, sob o pseudônimo de May Jailer. Gravado em 2005, seu lançamento ocorreu de forma não oficial, após ter sido vazado no YouTube em maio de 2012.

## Composição
Composto inteiramente por faixas acústicas o álbum não possui as batidas de hip-hop, música eletrônica e experimental de seu álbum de estreia Born to Die.  Os vocais são "granola-style". A maioria das canções do álbum tem o mesmo andamento.

## Crítica especializada
Tom Breihan da Stereogum afirmou que não estava certo se todas faixas eram originais de Del Rey, e mesmo que não fossem, poderiam se passar muito bem por originais. Sobre o violão, os trêmulos vocais e "mística lânguida" do álbum, disse ele, comparando como "...um tipo diferente de frágil Lee Hazlewood com a vibe de uma neblina narcótica." Idolator, comparou-o com Pieces of You, o álbum de estreia da cantora Jewel. Além disso, o Idolator ainda disse: "Apesar de sua voz ser muitas vezes fraca e trêmula, seu tom delicado e doce está presente em todas estas faixas...[As] músicas [foram] escritas em seu alcance vocal, então ela não tem que cantar em sua voz principal e recorrer para a voz fofa, engraçadinha, e glamurosa tão proeminente no álbum Born to Die." O revisor do Pop Crush, Amy Sciarretto disse que poderia imaginar Del Rey cantar as faixas do álbum em um café. Ao chamar as faixas-se "um folk frágil", Sciarretto observou que elas não chegam nem perto dos sons pesados e sintetizados de Born to Die. Além disso, ela comparou a voz de Del Rey com a de um "passarinho", dizendo que não era de admirar que as músicas "Birds of a Feather" e "Aviation" apareceram no álbum.

## Lista de faixas
Lista de faixas obtida a partir de um artigo do site NME .Todas as faixas escritas e compostas por Elizabeth Grant. 
| N.º            | Título                                                                                        | Duração |  |
| 1.             | "Drive By (for K, Part 1)"                                                                    | 2:51    |  |
| 2.             | "Next to Me"                                                                                  | 2:41    |  |
| 3.             | "A Star for Nick"                                                                             | 2:43    |  |
| 4.             | "My Momma"                                                                                    | 3:25    |  |
| 5.             | "Bad Disease"                                                                                 | 3:42    |  |
| 6.             | "Out with a Bang"                                                                             | 3:19    |  |
| 7.             | "Dear Elliot"                                                                                 | 4:33    |  |
| 8.             | "Try Tonight"                                                                                 | 3:35    |  |
| 9.             | "Peace"                                                                                       | 5:48    |  |
| 10.            | "I'm Indebted to You"                                                                         | 3:59    |  |
| 11.            | "Pretty Baby"                                                                                 | 3:39    |  |
| 12.            | "Aviation"                                                                                    | 3:11    |  |
| 13.            | "Move"                                                                                        | 4:13    |  |
| 14.            | "Junkie Pride" (re-regravado do EP Young Like Me, originalmente creditado como "Junky Pride") | 2:52    |  |
| 15.            | "Birds of a Feather"                                                                          | 2:46    |  |
| Duração total: | Duração total:                                                                                | 53:17   |  |